# Louis Vierne

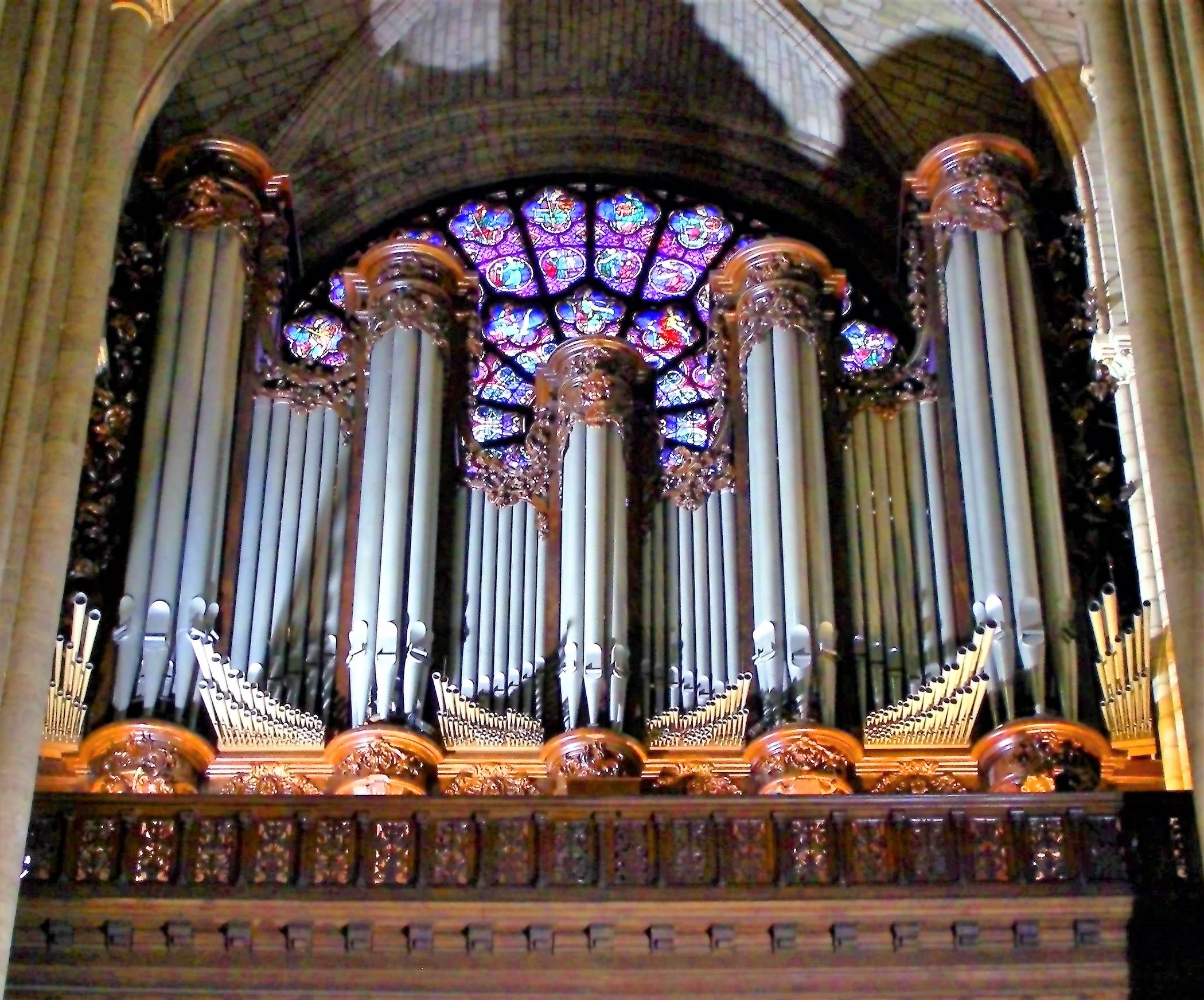
Van 1900 tot 1937 was Vierne organist-titularis van het Cavaillé-Coll-orgel van de Notre-Dame van Parijs

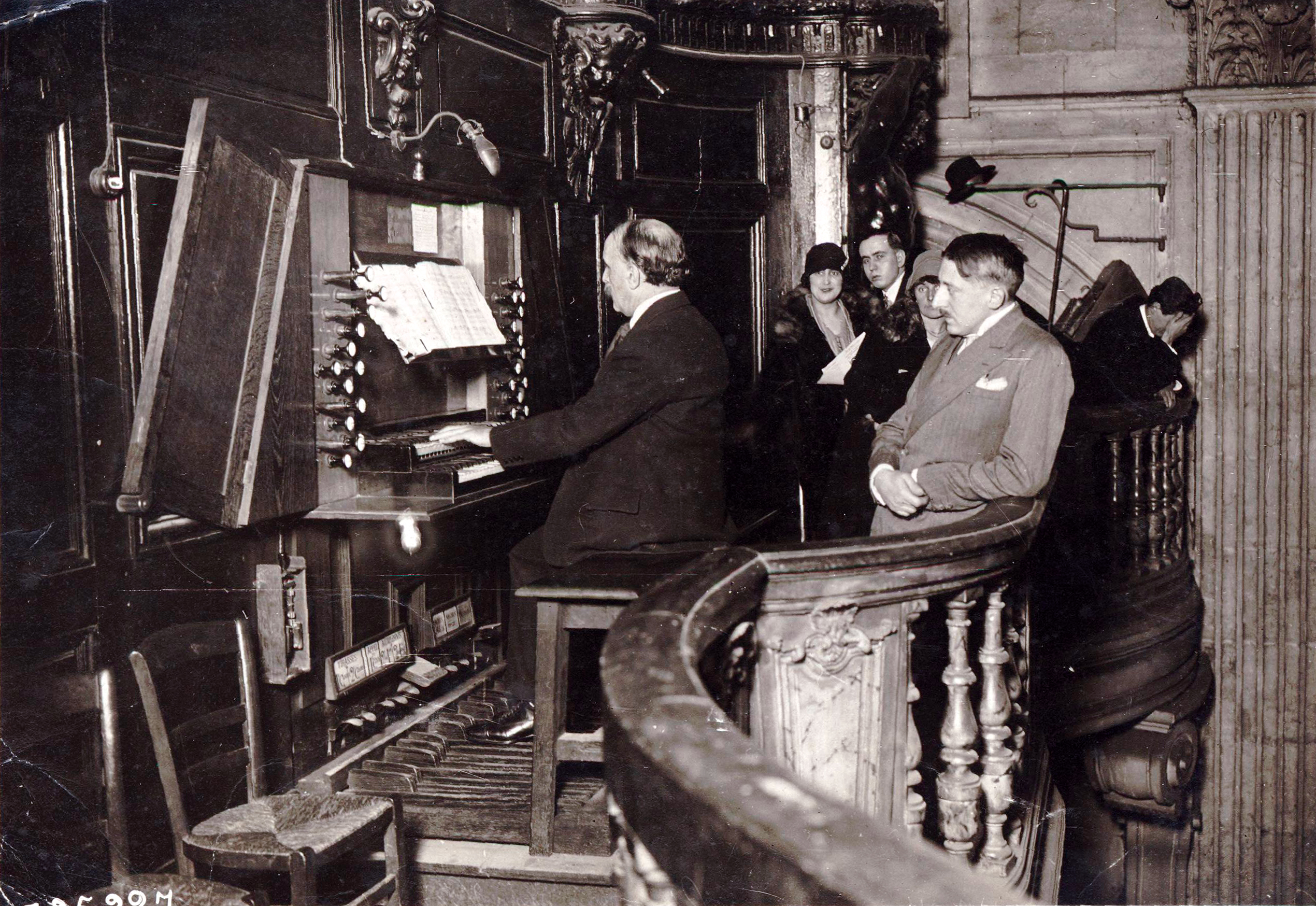
Vierne aan het orgel in 1927

Louis Victor Jules Vierne (Poitiers, 8 oktober 1870 - Parijs, 2 juni 1937) was een Franse organist, componist en orgelpedagoog.

## Biografie

### Persoonlijk
Zijn ouders waren de bonapartistische journalist Henri Vierne en Marie Joséphine Gervaz. Zijn vader veranderde enkele malen van baan als hoofdredacteur van diverse kranten en werd ten slotte redacteur bij Le Figaro. Daarom verhuisde het gezin in 1876 van Poitiers naar Rijsel en vier jaar later naar Parijs. In 1886 overleed de vader aan maagkanker, wat de jonge Louis zeer aangreep.
Het leven van Louis Vierne werd gekenmerkt door voortdurende tegenslagen. Hij werd zo goed als blind geboren. Op zevenjarige leeftijd onderging hij een operatie waardoor hij gedeeltelijk kon zien en zonder hulp over straat kon. Na 1918 werd hij echter geheel blind en was hij afhankelijk van braille.
Hij trouwde in 1899 met Arlette Taskin, dochter van de beroemde bariton Alexandre Taskin, afkomstig uit een bekende familie van muziekinstrumentenbouwers uit Theux bij Luik. Zij kregen twee zoons Jacques (1900) en André (1903) en een dochter Colette (1906), van wie alleen de laatste de meerderjarige leeftijd bereikt heeft.
Viernes oogproblemen leidden in 1906 tot een ongeluk op straat. Bij zijn val in een gat in het wegdek liep hij zo'n gecompliceerde beenbreuk op, dat amputatie nog maar net kon worden voorkomen. Het kostte hem een jaar voordat hij de orgelpedalen weer kon bedienen. Korte tijd later bracht buiktyfus hem op het randje van de dood.
In 1909 gingen Vierne en zijn vrouw uit elkaar. Zij verliet hem voor de orgelbouwer Charles Mutin, degene aan wie hij zijn tweede orgelsymfonie had opgedragen. Voor de componist was dit een grote schok. Hij trok met Jacques in bij zijn moeder, de beide andere kinderen bleven bij zijn ex.
Daarmee was de reeks tegenslagen nog lang niet voorbij. Viernes moeder overleed in 1911 aan nierfalen en slechts vier dagen later overleed Alexandre Guilmant, wiens assistent hij was geweest, aan dezelfde ziekte. In 1913 bezweek zijn 10-jarige zoon André aan tuberculose. In 1915 liet de sopraan Jeanne Montjovet, die sinds 1911 zijn vriendin en muze was geweest, hem in de steek. In 1917 resp. 1918 stierven zijn 17-jarige zoon Jacques en zijn 40-jarige broer René, ook organist, beiden in Franse krijgsdienst. Vooral de dood van Jacques is Vierne nooit te boven gekomen. De rest van zijn leven werd hij gekweld door schuldgevoel, omdat hij zijn minderjarige zoon toestemming had gegeven om als soldaat te vechten in de Eerste Wereldoorlog.

### Musicus
De jonge Vierne kreeg zijn eerste muzieklessen van zijn oom Charles Colin, hoboïst en organist en winnaar van de Prix de Rome. Hij werd van 1881 tot 1890 opgeleid aan het Institut National des Jeunes Aveugles (het nationale blindeninstituut). Hij won er de eerste prijs voor zowel viool als piano. Hij ging daarna studeren aan het Conservatoire de Paris, waar hij korte tijd les had van César Franck. Na diens spoedige overlijden studeerde hij verder bij Charles-Marie Widor. In 1894 won hij de Prix du Conservatoire, waarna hij Widors assistent werd in zowel de Église Saint-Sulpice als het Conservatoire de Paris. In die tijd werd Vierne zelfs 'Widor-junior' genoemd. Toen Widor daar werd opgevolgd door Alexandre Guilmant, werd hij ook diens assistent.
In 1900 werd hij na een competitie uit 50 kandidaten uitverkoren tot organist-titularis aan de Notre-Dame van Parijs. Vierne werd vermaard om zijn improvisaties op het vijfmanualige Cavaillé-Coll-orgel in deze kathedraal. Onder zijn trouwe toehoorders bevonden zich beroemde Parijzenaars als Auguste Rodin en Georges Clemenceau.
In 1911 was het de bedoeling dat hij de overleden Guilmant zou opvolgen als orgeldocent aan het Conservatoire de Paris. Toen hij verwikkeld dreigde te raken in een conflict tussen zijn leermeester Widor en de directeur Gabriel Fauré - die allebei voor hem de rol van mentor vervulden - liet hij de baan aan Joseph Bonnet en nam de wijk naar de Schola Cantorum de Paris van zijn vriend Vincent d'Indy.
Op 12 juli 1916 vertrok Vierne naar Zwitserland om genezing te zoeken voor zijn glaucoom. Na de operatie van 9 oktober 1918 traden complicaties op en Vierne moest zes maanden in een donkere kamer blijven. De operatie mislukte. Henri Büsser nam in de Notre-Dame tijdelijk zijn plaats in. Vierne kwam op 12 april 1920 weer terug in Parijs, hij was toen geheel blind. Eenmaal in Parijs vond Vierne dat hij geen affiniteit meer had met de nieuwe generatie musici. De jonge zangeres Madeleine Richepin hielp hem bij het vinden van nieuwe leerlingen, het publiceren van zijn composities en het opbouwen van een nieuwe carrière als concertorganist. Zij was een nicht van de dichter Jean Richepin, wiens poëzie Vierne gebruikte voor de liederencyclus Le poème de l'amour uit 1924. Hoewel tijdgenoten haar betitelden als zijn 'amoureuse', was dat waarschijnlijk niet het geval. Zij trouwde met Lucien Mallet, die Viernes huisarts werd.
Tussen 1925 en 1927 maakte Vierne - met Madeleine als begeleidster - concerttournees naar Engeland, de Verenigde Staten en Canada. In Londen inspireerden de vier tonen van de Big Ben hem tot een van zijn bekendste orgelstukken Carillon de Westminster. In Hinckley in Leicestershire vormden de klokken van de St. Mary's Church, die hem 's nachts hadden wakker gehouden, de bron voor Lex Cloches de Hinckley. Het doel van deze reizen was fondsen te werven voor de restauratie van het orgel in de Notre-Dame. Toen het instrument gereed was, wijdden Widor en Vierne het samen in op een feestconcert op 10 juni 1932.

### Einde
Aan het einde van zijn 1750ste recital op 2 juni 1937 aan zijn 'eigen' Cavaillé-Coll-orgel in de Notre-Dame van Parijs werd hij, na het spelen van Stèle pour un enfant défunt uit zijn Triptyque, geveld door een hartaanval. Daarbij bleef zijn voet hangen op de E-toets van het pedaal. Zijn goede vriend en leerling Maurice Duruflé was hiervan getuige. Louis Vierne is begraven op het Cimetière du Montparnasse (13e sectie) in Parijs. Madeleine Mallet-Richepin werd executeur-testamentair van zijn nalatenschap.

## Oeuvre
Zijn composities bouwen verder op de werken van Charles-Marie Widor, maar zijn dikwijls qua harmoniek complexer van aard. Sommigen horen in zijn werk de weerspiegeling van de grootse, rijk geornamenteerde architectuur van de Notre-Dame van Parijs. De zes symfonieën die Vierne voor het Frans-romantische orgel schreef worden wel als interessanter beschouwd dan de tien van Widor voor dit instrument. Ze zijn vooruitstrevender van klank: het harmoniegebruik is 'moderner', vanwege een frequent toegepaste chromatiek en geraffineerder dan bij Widor. Daarom sluit de muziek van Vierne meer aan op die van César Franck. Ook invloed van Fauré is merkbaar. De ontstaansjaren van de eerste en derde symfonie liggen zo'n dertien jaar uit elkaar en dat is goed te horen. De fraaie eerste symfonie leunt sterk tegen Widor aan en klinkt wat 'klassieker' dan de derde en vijfde symfonie, die als absolute meesterwerken worden beschouwd.
Ondanks zijn fysieke handicap ontpopte Vierne zich als een belangrijke componist in diverse genres en bezettingen. Zo geldt zijn pianokwintet uit 1917, geschreven ter nagedachtenis aan zijn gesneuvelde zoon Jacques, als een van de hoogtepunten van dit kamermuziekgenre. Toch bleven alleen zijn orgelwerken algemeen bekend. Zij worden nog veel gespeeld. Hij gaf de orgelmuziek een nieuwe dimensie en werd gezien als een van de grootste organisten uit zijn tijd. Tot zijn belangrijkste leerlingen behoorden zijn broer René Vierne, Joseph Bonnet, Paul Fauchet, Marcel Dupré, Lili Boulanger, Nadia Boulanger, Gaston Litaize, André Fleury, Alexander Schreiner, Jean-René Quignard en Maurice Duruflé.

## Werkenlijst
Orgelmuziek
- 1894: Allegretto op. 1 in b-klein

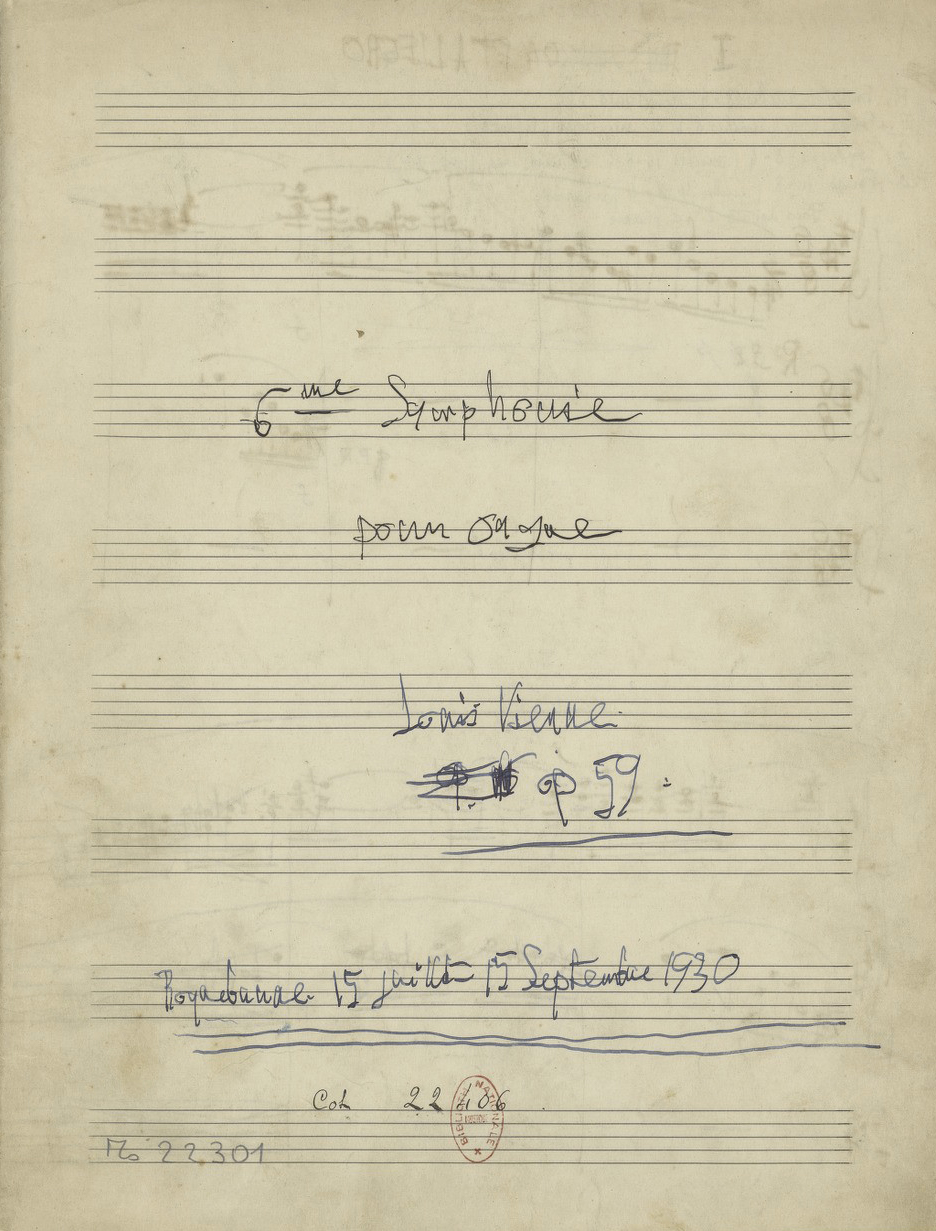
Manuscript Zesde orgelsymfonie, 1930

- 1894: Verset fugué sur "In exitu Israël"
- 1896: Prélude funèbre op. 4
- 1899: Communion op. 8
- 1898-99: Symfonie nr. 1 op. 14 in d-klein
- 1902: Symfonie nr. 2 op. 20 in e-klein
- 1911: Symfonie nr. 3 op. 28 in fis-klein
- 1913: Messe Basse op. 30
- 1913: 24 pièces en style libre op. 31
- 1914: Symfonie nr. 4 op. 32 in g-klein
- 1914: Prélude in fis-klein
- 1923-24: Symfonie nr. 5 op. 47 in a-klein
- 1926: 24 pièces de fantaisie op. 51, 53, 54, 55, waarin Carillon de Westminster op. 54/6 en Lex Cloches de Hinckley op. 55/6
- 1928: Trois improvisations (transcriptie door Maurice Duruflé in 1954)
- 1929-31: Triptyque (Matines - Communion - Stèle pour un enfant défunt) op. 58
- 1930: Symfonie nr. 6 op. 59 in b-klein
- 1934: Messe basse pour les défunts op. 62

Pianomuziek
- 1895: Trois pièces op. 7
- 1899: Suite bourguignonne op. 17
- 1915-16: Trois Nocturnes op. 34
- 1915: 12 Préludes op. 36
- 1916: Poème des cloches funèbres op. 39
- 1918: Silhouettes d'Enfants op. 43
- 1918: Solitude op. 44
- 1922: Ainsi parlait Zarathoustra op. 49 (incompleet)

Kamermuziek
- 1895: Deux pièces op. 5 voor altviool of cello en piano
- 1896: Largo et Canzonetta op. 6 voor hobo en piano
- 1894: Strijkkwartet in d-klein op. 12
- 1905-07: Sonate voor viool en piano in g-klein op. 23 (opgedragen aan Eugène Ysaÿe)
- 1909: Rhapsodie op. 25 voor harp
- 1910: Sonate voor cello en piano in b-klein op. 27
- 1917: Pianokwintet in c-klein op. 42
- 1921: Marche triomphale pour le centenaire de Napoléon Ier voor 3 trompetten, 3 trombones, pauken en orgel
- 1928: Soirs étrangers voor cello en piano

Symfonische muziek
- 1907-08: Symfonie op. 24 voor orkest in a-klein
- 1925: Poème op. 50 voor piano en orkest
- 1926: Ballade op. 52 voor viool en orkest
- 1926: Pièce Symphonique voor orgel en orkest

Vocale muziek met orkest
- 1903: Praxinoë, 'légende lyrique' voor solisten en koor, op. 22, libretto van Ambroise Colin
- 1912: Les Djinns, voor sopraan, op. 35, Victor Hugo
- 1914: Psyché voor sopraan, op. 33, Victor Hugo (oorspronkelijk met piano)
- 1916: Éros voor sopraan, op. 37, Anna de Noailles
- 1916: Spleens et détresses voor sopraan, op. 38, Paul Verlaine
- 1917: Dal Vertice voor tenor, op. 41, Gabriele D'Annunzio
- 1931: Ballade du Désespéré voor tenor, op. 61, Henry Murger (oorspronkelijk met piano,orkestratie Maurice Duruflé)

Geestelijke muziek
- 1899: Messe Solennelle op. 16 voor vier zangstemmen en twee orgels

Liederen (selectie)
- 1895: À Elle op. 10/1, Paul Gobillard
- 1896: Fini de rire op. 11/1, Maurice Léna
- 1896: Beaux papillons blancs op. 11/1, Théophile Gautier
- 1896: Donc ce sera pour un clair soir d ’été op. 11/2, Paul Verlaine
- 1896: Qu’as-tu fait de ta jeunesse? op. 11/3, Paul Verlaine
- 1897: L ’heure du berger op. 18/1, Paul Verlaine
- 1897: Ô triste, triste était mon âme op. 18/2, Paul Verlaine
- 1897: Le Rouet op. 18/3, Leconte de Lisle
- 1898: Dors, chère Prunelle op. 19, Catulle Mendès
- 1899: Chanson d ’automne op. 13/1, Paul Verlaine
- 1899: Lied d’amour op. 13/2, Carly Timun
- 1899: Extase op. 13/3, Victor Hugo
- 1903: Soleils couchants op. 26/1, Paul Verlaine
- 1903: Nox op. 26/2, Leconte de Lisle
- 1903: Adieu op. 26/3, Auguste Villiers de L'Isle-Adam
- 1912: Stances d ’amour et de rêve op. 29, 5 liederen, Sully Prudhomme
- 1921: 5 poèmes op. 45, Charles Baudelaire
- 1924: Le poème de l’amour (Floréal - Thermidor - Brumaire - Nivôse) op. 48, 15 liederen, Jean Richepin
- 1929: Les angélus op. 57, 3 liederen, Jehan le pauvre
- 1930: 4 poèmes grecs op. 60, Anna de Noailles